# Valor propedêutico do esperanto

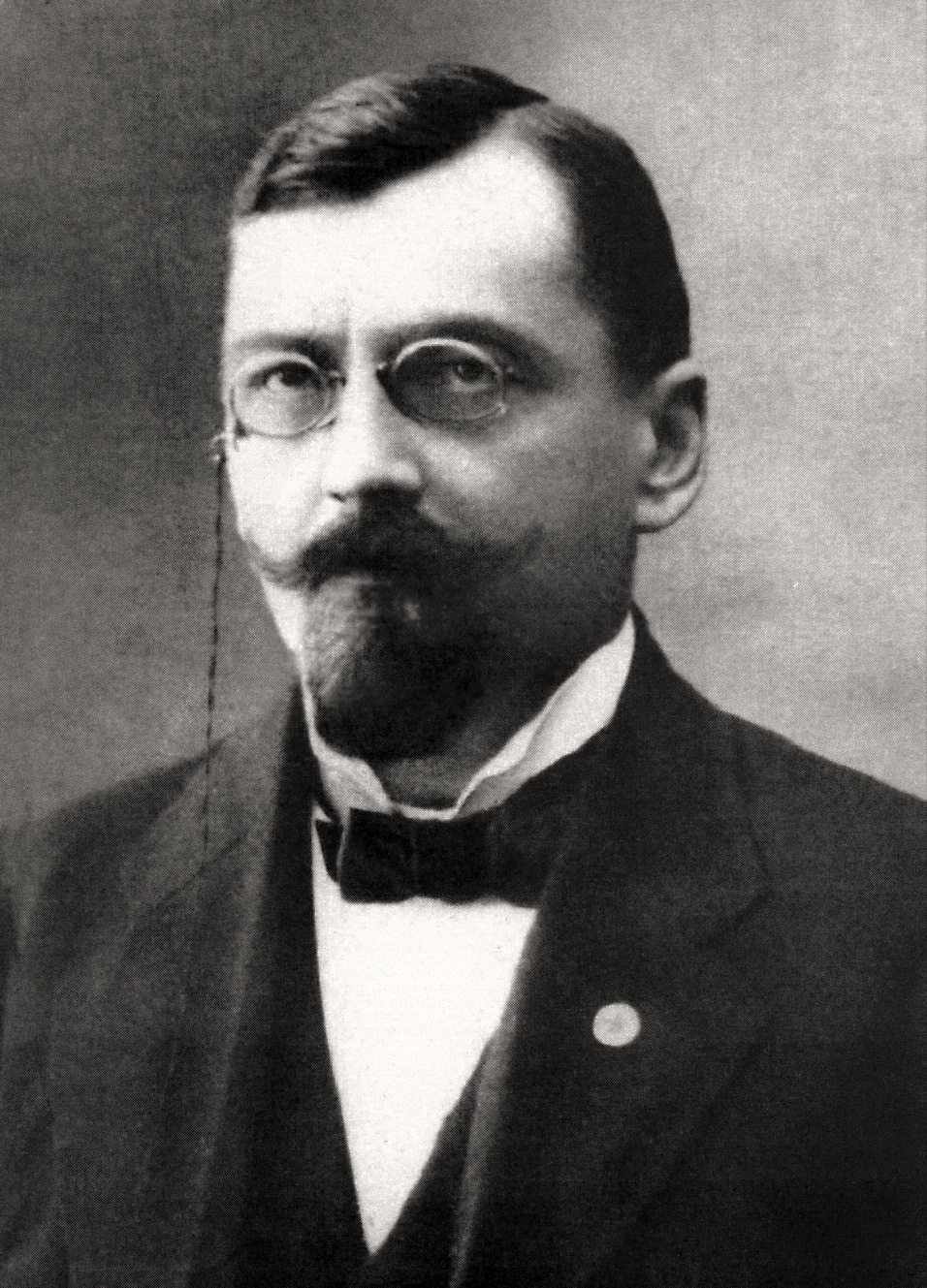
Fotografia de Antoni Grabowski

Diversos estudos demonstraram que os alunos que aprenderam em primeiro lugar o Esperanto e posteriormente uma língua estrangeira atingiram ao final do mesmo tempo um domínio maior da segunda língua. É o efeito do chamado valor propedêutico do Esperanto: uma criança monoglota que aprende primeiro o Esperanto, com mais eficácia pode aprender uma terceira língua.
Para o valor propedêutico do Esperanto já atentava o polonês Antoni Grabowski em artigo de 1908 ("Esperanto kiel propedeǔtiko de lingvoj", na revista Pola Esperantisto). Com exemplos práticos concretos, o autor demonstrou a que ponto o prévio aprendizado do Esperanto ajuda a aprender a língua francesa e o latim, um fato surpreendente para a época.
Desde os anos 20 realizaram-se experimentos em estudos documentados:
- 1925-1931, Columbia University, New York, EUA: 20 horas de Esperanto deram um resultado mais avançado do que 100 horas de francês, alemão, italiano ou espanhol.

- 1947-1951, Sheffield, Reino Unido (e a partir de 1948 também em Manchester): crianças aprenderam com o Esperanto em seis meses o equivalente ao que aprenderam de francês em quatro ou cinco anos; após alguns meses adquire-se com o Esperanto melhores resultados no aprendizado de outras línguas.

- 1958-1963, uma escola de ensino médio em Somero, Finlândia: sob a supervisão do Ministério da Educação constatou-se que após um curso de Esperanto os alunos podiam atingir um nível mais alto de alemão do que os que haviam aprendido apenas o alemão, ainda que por um período maior.

- 1970 - Experimento aplicado pelo professor Istvan Szerdahelyi em Budapeste, Hungria: uma classe de estudantes aprendeu primeiro o Esperanto e depois, dividida, estudou ou o russo, ou o inglês, ou o alemão ou o francês. As conclusões foram que o russo foi aprendido com um aproveitamento 25% maior do que pelos que não haviam aprendido o Esperanto; para o alemão o aproveitamento foi de 30% maior, para o inglês de 40% e, para o francês, de 50%.

- 1993-1997: na Itália fez-se um experimento na escola Gaetano Salvemini de Torino, envolvendo três turmas. No segundo e no terceiro ano os alunos aprendem um Esperanto básico para comunicar-se internacionalmente com outras escolas. No quarto e quinto anos, uma turma passa ao aprendizado do inglês e outra ao aprendizado do francês. Desde o ano escolar 94/95 o experimento foi sancionado pelo Ministério da Educação Pública. A avaliação confirma o efeito propedêutico do Esperanto para as crianças italianas no aprendizado mais acelerado do francês e do inglês.

## História dos experimentos segundo o modelo LOI (Ensino Orientado a Línguas) de Paderborn
O primeiro experimento no modelo de Paderborn, Alemanha, com avaliação por fórmulas da pedagogia cibernética foi aplicado pelo professor Helmar Frank nas escolas primárias de Paderborn em 1975 e 1976. Nele o Esperanto foi ensinado a quase 300 alunos (a um grupo por um ano e a outro durante dois anos). Posteriormente ambos continuaram no aprendizado do inglês. Esse experimento mostrou que os que aprenderam o Esperanto por cerca de 100 horas ao longo de dois anos tinham resultados 30% melhores do que os não o haviam estudado. Os que haviam estudado por um ano obtiveram um resultado 20% superior.
Quase que em paralelo a esse experimento aconteceu outro entre 1975 e 1977, organizado pela ILEI (Liga Internacional de Professores de Esperanto) e sob a coordenação de Helmut Sonnabend, na Bélgica, França, Alemanha, Grécia e Países Baixos. Não foi uniformemente aplicado, contudo.
E. Geisler fez em 1979 uma pesquisa final dos conhecimentos em inglês de um grupo alemão e chegou aos resultados procurados. O fator de transferência oculta K, após 36 horas de ensino do inglês, era 1,16279, portanto 14% melhor nas crianças que aprenderam previamente o Esperanto. As avaliações posteriores mostraram um aumento contínuo da diferença entre os dois grupos. A pesquisadora calculou que os alunos pouparam 129 horas de estudo, se o período total era de 960 horas. (V. Eǔropa dokumentaro, N-ro 25/1980, pág. 4). Analisou-se o aproveitamento dessas crianças também em outros componentes curriculares e foram constatados resultados superiores também nos estudos da língua materna (alemão), matemática e geografia. (V. Frank: Kybernetische Pädagogik, Band 6, p. 424-436).
Nos anos de 1983 a 1985 a professora italiana Elizabeta Formaggio ministrou um curso de Esperanto com 25 alunos nos terceiro e quarto anos da Scuola Elementare "Rocca", de San Salvatore de Cogorno, e fez um detalhado exame em maio de 1985. Em março de 1988 ela fez um exame semelhante de francês com o mesmo grupo e com um outro grupo de mesmo número, que não havia estudado Esperanto. Seus resultados mostraram uma transferência oculta K = 1,3 - portanto aproximadamente equivalente a outras pesquisas (V. E. Formaggio na revista Humankybernetik, Band 30, Caderno 4 (1989), p. 141-151).
Zlatko Tišljar apresentou sua tese de mestrado com este tema perante a Academia Internacional de Ciências de San Marino (AIS) em 1995, baseada em um experimento realizado entre 1993 e 1995 na Eslovênia, Áustria e Croácia. Em cinco escolas de ensino fundamental, 40 alunos estudaram Esperanto por 70 horas de aula; e depois, em quatro escolas, eles aprenderam inglês e na quinta escola o alemão como língua estrangeira. Tišljar por três vezes testou essas crianças e um grupo de 40 alunos que não haviam estudado Esperanto. Os resultados médios são muitos similares aos anteriores (K03 = 1,3415, P03 = 25,5% kaj K13 = 1,398, P13 = 28,5%). Pode-se concluir que de fato os que haviam estudado a língua internacional por 70 horas aceleraram o aprendizado posterior do inglês ou do alemão em aproximadamente 25-30%, o que significa que em dois anos de estudo de uma língua estrangeira, eles a dominam 50-60% melhor. Como a língua estrangeira é estudada três horas por semana, 120 horas por ano ou 240 horas em dois anos, a economia é superior a 120 horas. Por conseguinte, as 70 horas investidas no Esperanto são compensadas em menos de dois anos no aprendizado de uma língua estrangeira.
Acrescente-se a isso o estudo do professor Yukio Fukuda (Japão) "Zur rationalisierten Fremdsprach-Lehrplanung unter Berücksichtigung der (z.B. deutschen oder japanischen) Muttersprache", Grundlagenstudien aus der Kybernetik und Geisteswissenschaft 21, 1980 (p. 1-16), que argumenta que o ensino orientado a línguas é ainda mais útil no aprendizado de inglês para crianças cuja língua materna é mais diferente do inglês.
Os métodos de avaliação do ensino orientado a línguas foram aperfeiçoados pelo Instituto de Pedagogia Cibernética da Universidade de Paderborn, sob orientação do prof. Helmar Frank.

## Outras referências
Tradução de um estudo sobre o Esperanto publicado no Bollettino Ufficiale del Ministero della Pubblica Istruzione, (Boletim Oficial do Ministério da Educação Pública), n. 21-22, 25 maio - 1 junho 1995, p. 7-43. (em esperanto)
Livro em alemão Günter Lobin: Ein Sprachmodell für den Fremdsprachenunterricht. Der propädeutische Wert einer Plansprache in der Fremdsprachenpädagogik (com análise científica detalhada de sete experimentos - segundo o autor muito mal documentados - entre 1924 e 1988) 
Tradução em húngaro da brochura Edward Symoens: Al nova internacia lingvopolitiko: La propedeŭtika valoro de Esperanto, Esperanto-dokumentoj 28-29 (1992), Universala Esperanto-Asocio.